# Cray J90

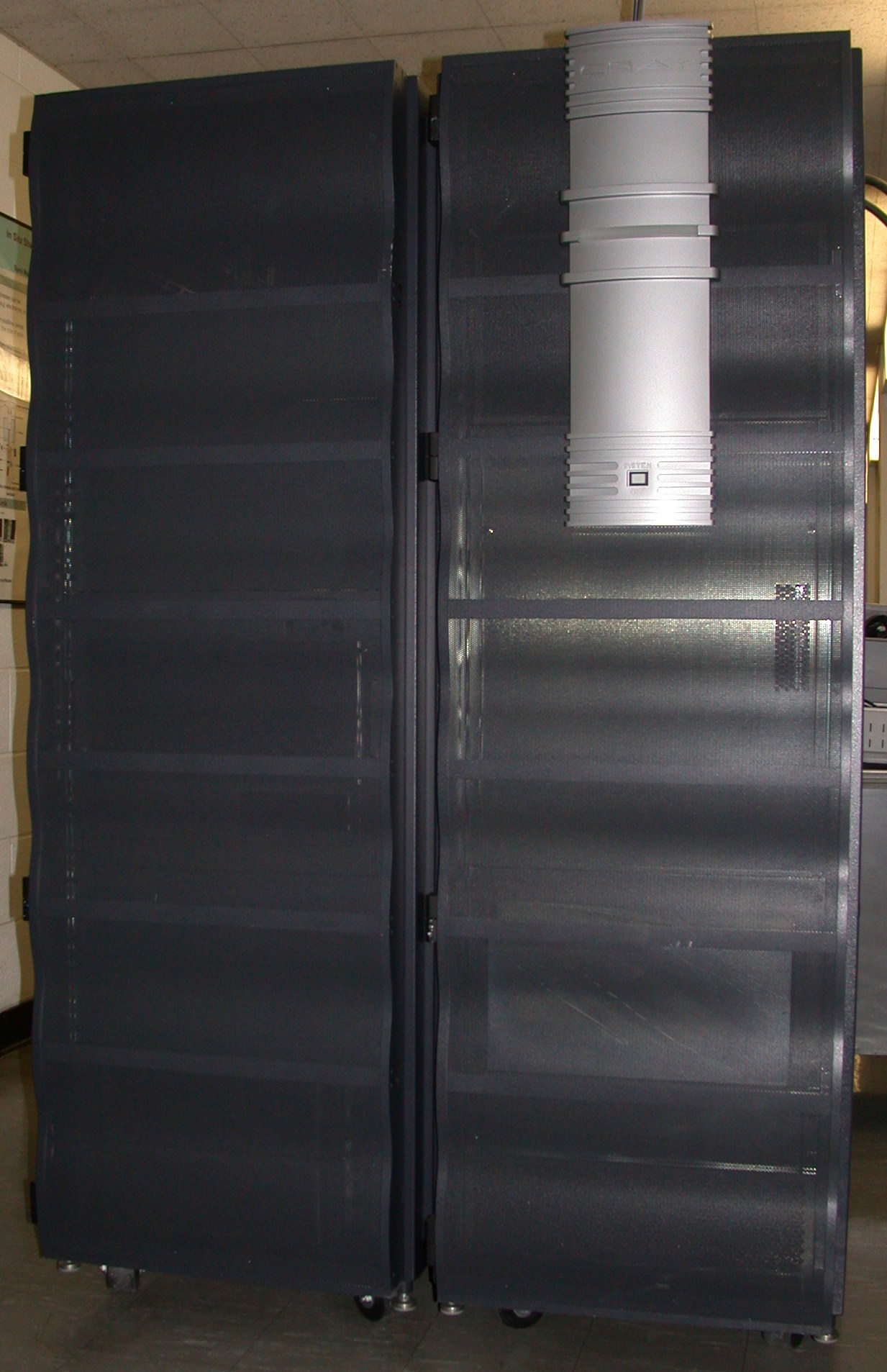
Cray J98

La serie Cray J90 (que recibió el nombre código Jedi durante su desarrollo) fue una supercomputadora de procesadores escalares enfriada por aire que fue vendida por primera vez por Cray Research en 1994. La J90 evolucionó desde la minisupercomputadora Cray Y-MP EL, y es compatible con el software Y-MP, corriendo el mismo sistema operativo UNICOS. El J90 soportaba hasta 32 procesadores CMOS con un ciclo de reloj de 10 ns (100 MHz) y hasta 4 GB de memoria principal, y un flujo de datos de hasta 48 GB/s, teniendo un rendimiento considerablemente menor a su contemporáneo Cray T90, pero era un fuerte competidor de otros computadores técnicos en ese rango de precios. Toda la entrada/salida en un sistema J90 estaba manejada por un SES (Subsistema de Entrada/Salida) llamado IOS Modelo V (IOS, "Input/Output Subsystem"). El IOS-V estaba basado en el bus VME64 y en procesadores de E/S SPARC corriendo el VxWorks RTOS. EL SES fue programado para emular el IOS Modelo E, usado en los sistemas más grandes Cray Y-MP, para minimizar los cambios en el sistema operativo UNICOS. Mediante el uso de placas VME estándar, una amplia variedad de periféricos básicos podían ser utilizados.
El J90 estaba disponible en tres configuraciones básicas, el J98 con hasta ocho procesadores, el J916 con hasta 16 procesadores, y el J932 con hasta 32 procesadores.
Cada procesador J90 estaba compuesto de dos chips, uno para la parte escalar del procesador, y el otro para la parte vectorial. El CI escalar era notable por incluir una pequeña caché (128 palabras) para incrementar el rendimiento escalar (las máquinas Cray tenían siempre una caché de instrucciones).
En 1997 la serie J90se (Scalar Enhanced, o "Escalar Mejorado") estuvo disponible, duplicaba la velocidad escalar de los procesadores a 200 MHz; el CI vectorial permanecía a 100 MHz. Se agregó soporte para el sistema de E/S GigaRing encontrado en el Cray T3E y el Cray SV1, reemplazando al IOS-V. Más tarde, los procesadores SV1 podían ser instalados en un J90 o un J90se, incrementado las prestaciones en el mismo gabinete.